# Gyrus frontalis inferior
De gyrus frontalis inferior  of de onderste voorhoofdswinding is een hersenwinding van de frontale kwab van de grote hersenen.

## Verloop/onderdelen
De gyrus frontalis inferior ligt voor de gyrus precentralis, gescheiden door de sulcus precentralis. Aan de bovenkant loopt de sulcus frontalis inferior.
De gyrus frontalis inferior is op te delen in drie onderdelen:
- pars opercularis
- pars triangularis
- pars orbitalis

De pars opercularis wordt aan de voorkant begrensd door de ramus ascendens fissurae lateralis en de achterkant door de sulcus precentralis. De sulcus diagonalis ligt midden in de pars opercularis en deelt deze op in twee delen. De pars triangularis ligt tussen de ramus ascendens fissurae lateralis (aan de voorkant) en de ramus horizontalis fissurae lateralis (aan de achterkant) in.  Binnen de pars triangularis is gewoonlijk een kleine hersengroeve te zien, namelijke de sulcus triangularis, ook wel incisura capitis genoemd. Voor deze kleine hersengroeve ligt naar voren nog een extra hersengroeve, de sulcus radiatus. De pars orbitalis ligt onder de ramus horizontalis fissurae lateralis en loopt door op het orbitale oppervlak van de frontale kwab. De pars orbitalis ligt over het benige deel heen dat de oogkas van de schedelholte scheidt.

## Schorsvelden
In de hersenkaart van Korbinan Brodmann worden in de gyrus frontalis inferior drie afzonderlijke schorsvelden onderscheiden:
- area opercularis (=area 44)
- area triangularis (=area 45)
- area orbitalis (=area 47)

Deze afzonderlijke gebieden corresponderen qua locatie tot op zekere hoogte ook met de pars opercularis, pars triangularis en pars orbitalis. Brodmann zag zelf cytoarchitectonische overeenkomsten tussen deze drie gebieden en groepeerde ze samen als subregio subfrontalis. In bepaalde moderne indelingen maken area 44, 45 et 47 samen onderdeel uit van de cortex praefrontalis ventrolateralis.

## Bloedvoorziening
Takken van de arteria cerebri media voorzien de gyrus frontalis inferior van bloed:
- ramus centralis
- ramus praecentralis
- ramus praefrontalis.

## Functie
De Franse arts, anatoom en antropoloog Paul Pierre Broca beschreef in 1861 een patiënt met een beschadiging van de linker gyrus frontalis inferior met een spraakprobleem als gevolg. In meerdere indelingen worden area 44 en area 45 gezien als onderdelen van het centrum van Broca, betrokken bij de spraakproductie. Soms wordt area 47 echter ook gerekend tot dit geheel. Area 44 is, overeenkomstig dat het spraakcentrum het vaakst aan de linkerkant wordt gelokaliseerd, 1,5 keer groter links dan rechts. Ook tijdens lezen is de gyrus frontalis inferior actief.